# Saison 2 de Star Trek: Strange New Worlds
Chronologie
Saison 1 de Star Trek: Strange New Worlds Saison 3 de Star Trek: Strange New Worlds
Cet article présente les épisodes de la deuxième saison de la série télévisée américaine Star Trek: Strange New Worlds.

## Synopsis
Après que le capitaine Pike ait repris le commandement de l'USS Enterprise, il a sauvé son second, le commandeur Una Chin-Riley et exploré de nouveaux mondes dans la galaxie. Mais alors que l'Enterprise a résolu plusieurs crises et réalisé plusieurs découvertes, Riley est arrêtée parce qu'elle est Illyrienne, une espèce humanoïde qui a colonisé l'espace au travers de la modification génétique, une pratique totalement interdite au sein de Starfleet. Tandis que Pike s'efforce de la sortir de là, les Gorns deviennent de plus en plus agressifs vis-à-vis des frontières de la Fédération…

## Distribution
Sauf indication contraire, les informations mentionnées dans cette section peuvent être confirmées par la base de données cinématographiques IMDb,  présente dans la section « Liens externes ».

### Acteurs principaux
- Anson Mount (VF : Laurent Mantel) : Capitaine Christopher Pike, commandant de l'USS Enterprise.
- Rebecca Romijn (VF : Vanina Pradier) : Lieutenant-Commandeur Una Chin-Riley « Numéro un », commandant en second de l'USS Enterprise
- Ethan Peck (VF : Sylvain Agaësse) : Lieutenant Spock, officier scientifique de l'USS Enterprise.
- Christina Chong (VF : Christine Braconnier) : Lieutenant La'an Noonien-Singh, cheffe de la sécurité de l'USS Enterprise.
- Celia Rose Gooding (VF : Amélia Ewu) : Cadette Nyota Uhura, officier de communication de l'USS Enterprise
- Melissa Navia (VF : Déborah Claude) : Lieutenant Erica Ortegas, pilote de l'USS Enterprise
- Babs Olusanmokun (VF : Rody Benghezala) : Docteur M’Benga, médecin en chef de l'USS Enterprise
- Jess Bush (VF : Véronique Picciotto) : Christine Chapel, infirmière en chef de l'USS Enterprise.

### Acteurs récurrents
- Dan Jeannotte (VF : Cédric Dumond) :  Lieutenant George Samuel 'Sam' Kirk, exobiologiste de l'USS Enterprise
- Carol Kane : Commandeur Pelia
- Gia Sandhu (VF : Audrey Sourdive) : T'Pring
- Adrian Holmes (VF : Günther Germain) : Amiral de la Flotte Robert April

### Invités
- Melanie Scrofano : Capitaine Batel
- Paul Wesley : capitaine James T. Kirk, commandant de l'USS Farragut et de l'USS Enterprise dans une réalité parallèle.

 Source et légende : version française (VF) sur RS Doublage

## Liste des épisodes
Les titres en français sont ceux fournis par Amazon Prime Video sur le site officiel de la série.

### Épisode 1:Le Cercle brisé
- États-Unis /  Canada /  Québec : 15 juin 2023 sur CBS
- France : 15 juin 2023 sur Paramount+

- Carol Kane (Commandeur Pelia)
- Adrian Holmes (Amiral de la Flotte Robert April)
- Rong Fu (Lieutenant Jenna Mitchell)
- Emma Ho (Orianna)
- Andrew Jackson (Capitaine D'Chok)

### Épisode 2:Ad Astra per Aspera
- États-Unis /  Canada /  Québec : 22 juin 2023 sur CBS
- France : 22 juin 2023 sur Paramount+

- Yetide Badaki (Neera Ketoul)
- Adrian Holmes (Amiral de la Flotte Robert April)
- Jim Annan (le père d'Una)
- Claire Beitel (Una jeune)
- Catherine Black (la mère d'Una)
- Eugene Clark (Commodore Chiv)
- Nicky Guadagni (Amirale de la Flotte Javas)
- Beth Hornby (garde)
- Graeme Somerville (Vice Amiral Pasalk)
- Iain Stewart (avocat du JAG)
- David Benjamin Tomlinson (Amiral de la Flotte Zus Tlaggul)
- Kimberly-Ann Truong (assistante de Neera)

### Épisode 3:Demain et demain et demain
- États-Unis /  Canada /  Québec : 29 juin 2023 sur CBS
- France : 29 juin 2023 sur Paramount+

- Paul Wesley (James T. Kirk)
- Carol Kane (Commandeur Pelia)
- Adelaide Kane (Sera)
- Dennis Barham (joueur d'échec #1)
- Noah Lamanna (Chef Jay)
- Caeden Lawrence (Enseigne de Sécurité)
- David Leyshon (joueur d'échec #3)
- Luke Marty (Officier de Police)
- Sean Meldrum (Cadet Denobulien)
- Brian Quintero (Vigile du magasin de vêtements)
- Robin Schisler (femme dans le magasin)
- Randy Singh (garde de l'Institut)
- Desmond Sivan (Khan jeune)
- Allison Wilson-Forbes (Agent Ymalay)
- Christopher Wyllie (homme mystérieux)

### Épisode 4:Parmi les mangeurs de lotus
- États-Unis /  Canada /  Québec : 6 juillet 2023 sur CBS
- France : 6 juillet 2023 sur Paramount+

- Reed Birney (Luq)
- David Huynh (Zac Nguyen)
- Noah Lamanna (Chef Jay)
- Emeka Menakaya (Tiko)
- Simon Northwood (Rak)

### Épisode 5:Mascarade
- États-Unis /  Canada /  Québec : 13 juillet 2023 sur CBS
- France : 13 juillet 2023 sur Paramount+

- Mia Kirshner (Amanda Grayson)
- Michael Benyaer (Sevet)
- Dan Jeannotte (Lieutenant George Samuel Kirk)
- Ellora Patnaik (T'Pril)
- Gia Sandhu (T'Pring)
- Ryan Taerk (Durik)

### Épisode 6:Hallucinations
- États-Unis /  Canada /  Québec : 20 juillet 2023 sur CBS
- France : 20 juillet 2023 sur Paramount+

- Carol Kane (Commandeur Pelia)
- Bruce Horak (Lieutenant Hemmer)
- Michael Reventar (Lieutenant Saul Ramon)

### Épisode 7:Ces Vieux scientifiques
- États-Unis /  Canada /  Québec : 22 juillet 2023 sur CBS
- France : 22 juillet 2023 sur Paramount+

- Tawny Newsome (Enseigne Beckett Mariner)
- Jack Quaid (Enseigne Brad Boimler)
- Noël Wells (Enseigne D'Vana Tendi) (voix)
- Eugene Cordero : Enseigne Samanthan Rutherford (voix)
- Jerry O'Connell : Commandeur Jack Ransom (voix)
- Greg Bryk : Captaine Harr Karas

### Épisode 8:Sous le manteau de la guerre
- États-Unis /  Canada /  Québec : 27 juillet 2023 sur CBS
- France : 27 juillet 2023 sur Paramount+

- Robert Wisdom (Ambassadeur Dak'Rah)
- Rong Fu (Lieutenant Jenna Mitchell)

### Épisode 9:Rhapsodie du sous-espace
- États-Unis /  Canada /  Québec : 3 août 2023 sur CBS
- France : 3 août 2023 sur Paramount+

- Paul Wesley (Commandeur James T. Kirk)
- Carol Kane (Commandeur Pelia)
- Rong Fu (Lieutenant Jenna Mitchell)

### Épisode 10:Hégémonie
- États-Unis /  Canada /  Québec : 10 août 2023 sur CBS
- France : 10 août 2023 sur Paramount+

- Carol Kane (Commandeur Pelia)
- Melanie Scrofano (Capitaine Marie Batel)
- Martin Quinn (lieutenant Montgomery Scott)
- Adrian Holmes (Amiral de la Flotte Robert April)
- Rong Fu (Lieutenant Jenna Mitchell)